# Joseph Ryan (Ruderer)
Julian Aube „Joseph“ Ryan (* 23. November 1879 in Brooklyn; † 30. April 1972 in Milton) war ein US-amerikanischer Ruderer.

## Karriere
Ryan begann seine sportliche Laufbahn 1902 durch seine Teilnahme am Eagle Cup. 1904 gehörte er zur US-amerikanischen Delegation bei den Olympischen Spielen in St. Louis. Hier erreichte er mit seinem Partner Robert Farnan im Zweier ohne Steuermann den ersten Rang und sicherte sich somit die Goldmedaille.
Neben dem Rudersport arbeitete er zunächst als Angestellter und in der Produktion in Brooklyn. 1910 zog er nach New Haven, später nach Beverly und Holbrook. In Holbrook besaß er eine Schuhfirma und arbeitete für Yunits Engineering.